# パ・リーグ応援宣言!ホークス中継
『パ・リーグ応援宣言!ホークス中継』（パ・リーグおうえんせんげん!ホークスちゅうけい）は、2007年から東京メトロポリタンテレビジョン（TOKYO MX）で放送されているプロ野球中継番組。福岡ソフトバンクホークス（以下「ホークス」と略記）の主催公式試合を放送している。ハイビジョン制作。
2013年までは『STRONG!ホークス野球中継（西暦）』のタイトルで放送され、2014年より現在のタイトルで放送されている（2014年は当時のチームスローガンである「俺がやる。」をタイトル内に入れた）。また、現行タイトルとなってからクライマックスシリーズを中継する際は『パ・リーグ頂上決戦!ホークス中継』として放送される。
旧タイトルは『ストロング!ホークス野球中継』とも表記された。

## 概要
従来TOKYO MXにおける野球中継は『TOKYO MX STADIUM』のタイトル一本で編成されていたが、ホークス戦中継に限り番組名を『STRONG!ホークス野球中継（西暦）』とすることとなった。ホークスとスカパーJSAT（2011年まではJ SPORTS、2012年は日テレプラス、2013年～2019年はFOX SPORTS ジャパン）が共同製作する映像（実況・解説は別）を使って中継をする。2011年度までは本拠地である福岡Yahoo! JAPANドーム（2013年より福岡ヤフオク!ドーム）開催分のみであったが、2012年からは他球場における主催試合も放送している。
中継試合数は増加の一途をたどり、現在では主催試合のほとんどを中継するまでに至っている。さらに2020年からはビジターゲーム（主に日本ハム戦やオリックス戦、2022年から西武・ロッテ戦（土・日開催分）など）の中継を開始した。交流戦の対読売ジャイアンツ（巨人）戦だけは2019年まで全試合が中継対象から外されており、当番組にて放送されたことはこれまで一度もなかったが、2021年は5月28日（金曜日）に初めて実施した。
メインの番組協賛スポンサーは、番組開始当初は球団のユニフォームスポンサー（当時）でもあるアパマンショップ、2012年以降は球団の親会社であるソフトバンクがメインスポンサーになっている。

### ホークス戦の中継開始に至る経緯
東京都を含めた関東地方に本拠地を置いたことがなく「東京都に密着した放送局」という営業方針とも矛盾するホークス主催試合の中継を開始することになったきっかけは、ホークス球団がTOKYO MXに対して2007年度より本拠地・福岡Yahoo! JAPANドームで行われる主催公式試合の中継を打診したことに始まる。
なお、2020年から実施されているビジターゲームの中継については、ビジター球団が制作した映像にTOKYO MXで独自の実況を乗せる形式（出演者はホークス球団制作中継に準拠）である。

### 各年度の放送概要
- 2007年度 - 4月8日の対日本ハム戦から9月29日の対楽天戦まで25試合を中継[1]。
- 2008年度 - 40試合を中継。
  - 7月22日・23日にはTOKYO MXが主催したイベント「2008 TOKYO 鷹の祭典」の開催に伴いデジタル放送のサブチャンネルを使い、試合開始から放送した。
  - 監督・王貞治のホーム勇退試合となる9月24日にはサブチャンネルで試合開始から、メインチャンネルでも最大22時55分まで放送する態勢を取った。この試合の地上波生中継はTOKYO MXのみであった（福岡では深夜に録画放送）。
- 2009年度 - 42試合を中継。16:9でのハイビジョン放送をスタート（同局での他球団の試合は4:3の標準画質、マルチ編成時を除く）。
- 2010年度 - 45試合を中継。
  - 前年リポーターを担当していた[4]女性フリーアナウンサーの長友美貴子を実況担当として起用[4][5]。女性アナのプロ野球実況は、2006年にNHKの有働由美子が担当して以来であり[5]、実況にシーズンを通して女性が起用されるのは異例[5]。起用の理由についてMXの担当者は、従来のやり方では見てもらえなくなったこと[5]、視聴者層の拡大への新たな試み[4] であることを明かしている。
  - クライマックスシリーズ・ファイナルステージの第1戦と第5戦の中継を18:00-22:00の放送枠で実施。ポストシーズンゲームの中継は初めて。
- 2011年度 - 開幕の延期により当初予定していた50試合の中継のうち5試合が放送休止。
  - クライマックスシリーズ・ファイナルステージを全戦放送。
  - 長友美貴子が体調不良のため9月1日の実況を最後に降板、9月13日の放送より男性フリーアナウンサーが持ち回りで実況を担当する事になった。
- 2012年度 - 65試合を中継。新たに北九州・熊本など本拠地ヤフードーム以外の地方球場開催分の主催試合も放送。九州の地方球場（熊本・鹿児島）開催分の試合は現地派遣ではなく局内のスタジオで実況・解説を行った。
- 2013年度 - 69試合を中継。
- 2014年度 - 66試合を中継[6]。また、タイトルも2014年のチームスローガンである「俺がやる。」を入れた『パ・リーグ応援宣言!俺がやる。ホークス中継2014』に変更[6]。メインチャンネルでの中継時間が30分短縮し19時から21時に戻った。
  - 5月7日からは「HKT48の若田部遥&若田部健一による父娘野球中継」という企画を開始[注 2][7] し、以後不定期に実施[8]。（2014年は10試合で実施）。
  - 10月2日は当日の試合に勝てばレギュラーシーズンの優勝が決定するためサブチャンネルを23時まで拡大して放送した。
- 2015年度 - 69試合を中継。タイトルは｢パ・リーグ応援宣言!ホークス中継2015」[9]。メインチャンネルでの中継時間が19時30分から21時に変更。
- 2018年度以降はMX2での放送がメインとなったため競馬中継と重複した際はそちらを優先して放送しない。そのため中継試合が60試合程度に減少している。
- 2019年度 - 60試合を中継。
- 2020年度 - ホームゲーム58試合、ビジターゲーム15試合の計73試合を放送予定していた[10] が、新型コロナウイルス感染症の流行により開幕が大幅に延期となった影響で放送予定が変更されている。日本ハム、オリックス主催のビジターゲームも初めて放送。
- 2021年度 - ホームゲーム49試合、ビジターゲーム21試合の計70試合を放送予定。また初めて巨人戦も中継した。
- 2022年度 - 計75試合を放送予定。首都圏のパ・リーグ2球団（西武・ロッテ）主催のビジターゲームもNHK（日本放送協会）や在京民放キー局5社、地元独立放送局（テレビ埼玉・千葉テレビ）による地上波テレビ中継が行われていない土・日曜開催分に限り放送するようになった[11][12][13]。9月27日は初の平日西武主催の試合を中継した（当初優勝決定試合の可能性もあったことからBS1とテレ玉での放送がありながらも追加された）

## 放送時間

### 2011年まで
火曜日 - 金曜日
- 19:00 - 21:30
  - 中継放送日は20:00 - 20:30の『TOKYO MX NEWS』（金曜日は20:00 - 20:45）を092chに移して放送（東京シティ競馬開催時は休止）。2010年までは21:00枠の自社制作番組『ザ・ゴールデンアワー』は休止となっていたが、2011年は下記のように対応が分かれる。
    - 火曜・水曜
      - 30分の短縮版として放送され、野球中継が早く終わった場合は通常通り放送される。

    - 木曜
      - 2011年7月からは原則木曜日20:30-21:00放送の「アニメTV」が木曜日の中継放送日と被る場合21:30-22:00に繰り下げて放送する場合がある。

    - 金曜
      - 原則金曜日20:30-21:00放送の「トーキョー魂!」を30分繰り下げ21:30-22:00より放送。

土曜日・日曜日・祝日
- 試合開始時間によって異なる。
  - 13時開始の試合：13:30 - 16:30
  - 14時開始の試合：14:30 - 17:30
  - 18時開始の試合：19:00 - 21:30

T&R中継（092ch/「鷹の祭典」開催時のみ。2010年は7月19日・20日、対埼玉西武ライオンズ戦、2011年はクライマックスシリーズ・ファイナルステージで実施）
- 試合開始時間によって異なる。
  - 18時開始時：18:00 - 19:00（7月19・20両日）、21:30 - 22:00（7月19日）

### 2012年
火曜日 - 金曜日
- 091ch 18:30 - 21:00
- 092ch 21:00 - 22:00（『東京シティ競馬中継』が放送される日は21:30まで、21:30以降は『TOKYO MX NEWS』枠内での放送）
  - この年から中継開始時刻が30分繰り上がり、091chでの中継終了時刻が30分縮小された。
  - しかし092chで21:00 - 22:00まで中継されるため、最大放送時間は1時間拡大された。
  - なお3月30日の開幕戦は17:59 - 21:30 まで091chで放送を実施（但し、1回裏終了後『TOKYO MX NEWS』を約10分間放送した）。

土曜日・日曜日・祝日
- 091ch 14:00 - 16:30
- 092ch 16:30 - 17:30（土曜）・18:00（日曜）
  - この年より13時開始の試合も放送開始を14時に変更した（5月26日の試合は13:30放送開始）。2012年5月27日より毎週日曜日の13時は『東京スカイツリータウン MXご自慢ライブ』（旧：『おしあげNOW』）が放送されるため、試合開始が13時の場合は放送終了後の14時から放送する。
  - 『BOAT RACEライブ』が放送される場合091chの終了及び092chの放送開始が16時になる。

### 2013年
火曜日 - 金曜日
- 091ch 18:30 - 21:00
- 092ch 21:00 - 22:00

土曜日・日曜日・祝日
- 092ch 13:30 - 14:00（13：00試合開始の場合、5月4日から）
- 091ch 14:00 - 16:00
- 092ch 16:00 - 17:00

日曜日に『東京シティ競馬中継』が放送される日は16:00以降も091chで放送する場合があった。

### 2014年
火曜日 - 金曜日
- 092ch 18:30 - 19:00（東京シティ競馬中継があるときは休止）
- 091ch 19:00 - 21:00
- 092ch 21:00 - 22:00

土曜日・日曜日（祝日）
- 091ch 14:00 - 16:00
- 092ch 16:00 - 17:00（東京シティ競馬中継があるときは休止）

※開幕した3月28日は18:29から091chで放送、3戦目の3月30日も通常の放送枠に加え092chで13:00 - 14:00に放送した。
開幕日の3月28日は18:29から、「鷹の祭典」初日の7月1日は17:59から、7月23・25日は18:00から091chで放送。東京シティ競馬開催日と日程が重なり試合開始が13時の場合（主に日曜日が該当）、通常の放送枠に加え092chで13:00-14:00に放送する（3月30日、7月6日、9月14日、9月15日）。
※2011年以来クライマックスシリーズファイナル全試合を中継した。試合開始からの冒頭1時間は092ch→開始1時間後からの2時間は091ch（第6戦は091chで18:30 - 21:00）→試合開始から3時間を経過して試合が続いている場合は092chで延長放送（この場合、試合開始から最大7時間半を延長上限とする）が行われた。第6戦でホークス優勝（日本シリーズ進出）が決定し、表彰式、ヒーローインタビュー、ビールかけも放送した（23:15まで）。

### 2015年
火曜日 - 金曜日
- 092ch 18:30 - 19:30（東京シティ競馬中継があるときは休止）
- 091ch 19:30 - 21:00
- 092ch 21:00 - 22:00

土曜日・日曜日（祝日）4月まで
- 091ch 14:00 - 16:00
- 092ch 16:00 - 17:00

土曜日・日曜日（祝日）5月以降
- 092ch 試合開始（13:00、14:00） - 14:30
- 091ch 14:30 - 16:00
- 092ch 16:00 - 17:00

開幕日や「鷹の祭典」初日及び一部開催日は試合開始から091chで放送していたが、092chに変更された。

### 2016年
火曜日 - 金曜日
- 092ch 18:30 - 19:30（東京シティ競馬中継があるときは休止）
- 091ch 19:30 - 21:00
- 092ch 21:00 - 22:00

土曜日
- 092ch  試合開始（13:00、14:00） - 17:00

日曜日
- 092ch 試合開始（13:00、14:00） - 14:30
- 091ch 14:30 - 16:00
- 092ch 16:00 - 17:00

### 2018年以降
092chのみ放送、試合開始に合わせて最大4時間の中継枠で放送。

## 補足
- マルチ編成092chでのT&R中継は2013年まで「鷹の祭典」開催時（7月）のみ。それ以外の場合はT&R中継はせず、091chで放送を開始する。但し2011年・2014年はクライマックスシリーズ・ファイナルステージ（2011年は第3戦、2014年は第1戦から5戦まで）でも実施された。
- NHK BS1で中継される場合は放送されないことが多かったが、近年は中継試合数が大幅に増えたため両方で中継される試合も多い。
- ホークス主催試合の土曜日のデーゲーム試合時間に都議会の特別番組が編成される場合はそちらを優先する為当日夜の録画中継となる。
- 2013年まで092chで中継される時間帯は各イニング終了後主に自社番組の宣伝を流していた。
- 2014年は「パリーグコレクション」と題し、球場（ヤフオク!ドーム以外も含む）に来た女性客のインタビューを流していた。

## 出演者

### 解説者
- 浜名千広[15]（RKB毎日放送・スポーツライブ+解説者兼）
- 本間満[15][16]
- 坊西浩嗣（2014年4月16日 - 、スポーツライブ+解説者兼）※本数契約として出演。
- 岸川勝也（2014年 - 、RKB毎日放送解説者兼）
- 山内孝徳[15]（2015年 - ）
- 飯田哲也 (2021年 -、本数契約として出演。BS-TBS・TBSチャンネル解説者兼)
- 多村仁志 (2021年 -、本数契約として出演。福岡放送・tvk・BS-TBS・TBSチャンネル・J SPORTS解説者兼)
- 攝津正 (2021年 -、本数契約として出演。スポーツライブ+・福岡放送解説者兼)
- 五十嵐亮太 (2021年 -、本数契約として出演。日本テレビ・テレビ朝日解説者兼)
- 加藤伸一 (2021年 -、RKB毎日放送・スポーツライブ+解説者兼）※2021年9月26日のソフトバンク対日本ハム戦に初登場。、東京MX
- 内川聖一 (2023年 -、TBSチャンネル、福岡放送兼）
- 森福允彦 (2025年 -、九州朝日放送・スポーツライブ+・BS朝日兼）

### ゲスト解説
- 前田幸長（2016年から出演。解説者）
- 川口憲史（2016年から出演）

#### 過去の解説者
- 出口雄大（『STRONG!ホークス野球中継』時代）
- 川崎憲次郎（『STRONG!ホークス野球中継』時代）
- 若田部健一（2016年まで。2017年よりソフトバンクコーチ）
- 松中信彦（2016年 - 2024年。2024年中日コーチ）
- 門倉健（2016年から出演。2019年より中日コーチ）
- 斉藤和巳 (2020年 - 2022年。2023年よりソフトバンクコーチ)
- 鳥越裕介（2023年 - 2024年、2025年より西武コーチ）

### アナウンサー・リポーター
※特記ない限り、全てフリーアナウンサーが担当。
- 山下末則（実況）元日本テレビアナウンサー、2011年9月16日初登場

※山下はスカパー!のホークス戦中継も兼任。
- 柳原亜希子（リポーター）2018年度より担当。

不定期出演（2020年からはビジターゲームを担当）
- 上野晃（実況）元テレ玉アナウンサー、2016年4月23日初登場。2016年は4月の2試合のみ担当。
- 田中大貴（実況）元フジテレビアナウンサー。2019年4月22日初登場
- 節丸裕一（実況）2020年9月初登場
- 上野智広（実況）元文化放送アナウンサー。
- 長坂哲夫（実況）元フジテレビアナウンサー。2023年4月4日初登場予定。
- 戸崎貴広（実況）元TBSアナウンサー。2023年4月6日初登場予定。

過去
- 長友美貴子（2009年はリポーター、2010年から2011年9月1日までは実況を担当）[17][18]
- 隈部崇之（実況。『STRONG!ホークス野球中継』時代）元RKB毎日放送アナウンサー
- 柴崎啓志（実況。『STRONG!ホークス野球中継』時代）2008年5月2日初登場。
- 西達彦（実況。『STRONG!ホークス野球中継』時代）2008年5月17日初登場。
- 廣瀬隼也（実況。『STRONG!ホークス野球中継』時代。元福井放送アナウンサー。2011年9月13日初登場。2012年シーズン終了まで（2013年1月に広島ホームテレビへ入社したため、降板）。
- 加藤暁（実況。『STRONG!ホークス野球中継』時代）元九州朝日放送アナウンサー。2012年3月30日初登場。
- 加藤じろう（実況）2012年4月10日初登場
- 河路直樹（実況）元RKB毎日放送アナウンサー。2012年4月21日初登場（2012年度は九州の地方球場（熊本・鹿児島）開催のスタジオでの実況のみ）
- 熊谷龍一（実況）2013年5月1日初登場
- 佐藤征一（実況）元テレビ西日本アナウンサー。
- 加藤進（実況）元広島テレビアナウンサー。2015年5月10日のみ
- 松下賢次（実況）元TBSアナウンサー。2013年6月12日初登場[19]。
- 石黒新平（実況）2018年08月10日初登場。
- 久保俊郎（実況）元福岡放送アナウンサー。2019年4月11日初登場
- 信川竜太（実況）2013年8月8日初登場、2021年再度登場
- 師岡正雄（実況）元ニッポン放送アナウンサー。

不定期出演
- 吉永実夏（リポーター）2013年まではMX「パ・リーグ主義」にレギュラー出演。2014年4月13日初登場[20]。
- 上間凜子（リポーター）2015年5月9日初登場[21]。
- 若田部遥（リポーター）元HKT48メンバー。実父である若田部健一の解説担当分に登場。2014年5月7日初登場[22]。健一のコーチ就任後はしばらく出演していなかったが、2016年8月26日に約2年ぶりに復帰。2021年4月よりタレント業から引退してフジテレビに入社し、総合職社員を経て報道記者。
- 松中みなみ（リポーター）

ゲスト
- 武井壮（実況）タレント。2014年7月1日の「鷹の祭典in東京ドーム」企画の一環として担当[注 3][23][24]。同27日も担当[注 4]。
- 浜崎香帆（リポーター）東京パフォーマンスドールメンバー。2014年7月1日の「鷹の祭典in東京ドーム」企画の一環として担当[24]
- 脇あかり（リポーター）同上[24]。
- 山田幸美（進行アシスタント）元広島ホームテレビアナウンサー、2014年5月11日のみ[注 5]
- 内田真礼（リポーター）声優・タレント。2017年7月31日の対日本ハム戦で登場[25]。

## テーマソング
2010年
- オープニングテーマ…難波司
- エンディングテーマ…川嶋あい「博多純恋歌」

2011年
- レギュラーシーズン…asfi「Without you」
- クライマックスシリーズファイナルステージ…東方神起「Duet」（avex trax）

2014年
- テーマソング…Base Ball Bear「ファンファーレがきこえる」(EMI RECORDS)
- ハイライト・ソング（5回裏終了時のハイライト放映時に使用）…ザ・ビートモーターズ「BEAT」（同年3月5日発売のフルアルバム『3』に収録）[26]

2017年
- エンディングテーマ…内田真礼「Smiling Spiral」

2018年
- CM前のアイキャッチ曲…WANIMA「OLE!!」
- エンディングテーマ…NormCore「傷だらけの僕ら」

2022年
- テーマソング…Buzz72+「オーバーザレインボウ」

2023年
- テーマソング…Buzz72+「KIDS ALL RETURN」

2024年
- テーマソング…Buzz72+「Stride my way」

## 不祥事
- 2016年10月10日、クライマックスシリーズファーストステージの取材のため福岡を訪れていた番組スタッフが女性にわいせつな行為を働いたとして強制わいせつの疑いで逮捕された[27]。